# ألفارو سيخودو
ألفارو سيخودو كارمونا (إسبانية: Álvaro Cejudo؛ مواليد 29 يناير 1984 في قنطرة شنيل) هو لاعب كرة قدم إسباني يلعب مع ريال بيتيس في الدوري الإسباني الممتاز كلاعب وسط. بدأ ألفارو سيخودو مسيرته الرياضية عام 2002 مع ريال بيتيس ب.

## روابط خارجية
- ألفارو سيخودو على موقع قاعدة بيانات كرة القدم.إي يو (الإنجليزية)
- ألفارو سيخودو على موقع Soccerbase.com (لاعب) (الإنجليزية)
- ألفارو سيخودو على موقع Soccerway.com (الإنجليزية)
- ألفارو سيخودو على موقع AS.com (الإسبانية)
- ألفارو سيخودو  على سكروي